# Hugo de Alemania
Hugo de Alemania fue un eclesiástico que ocupó el cargo de obispo de Segovia entre 1374 y 1388.
Durante su gobierno en la diócesis, asistió a las Cortes de Burgos de 1379 reinando Fernando II de Castilla, quien le confirmó los privilegios que poseía la diócesis, y Juan I de Castilla celebró en la ciudad las Cortes de Segovia de 1383, en las que se aprobó cambiar la fecha de la era por el año del nacimiento de Jesucristo.
| Predecesor: Gonzalo de Aguilar | Obispo de Segovia 21 de julio de 1374 – 15 de octubre de 1388 | Sucesor: Juan Serrano |